# Amazon CloudFront
Amazon CloudFront はAmazon Web Servicesが提供するグローバルなコンテンツ配信ネットワーク（CDN）。コンテンツ配信ネットワークは、Webビデオやその他の大容量メディアなどのコンテンツを消費者にローカルにキャッシュするプロキシサーバーのグローバルに分散したネットワークを提供し、コンテンツのダウンロード速度を向上させる。
CloudFrontのサーバーは、ヨーロッパ（イギリス、アイルランド、オランダ、ドイツ、スペイン）、アジア（香港、シンガポール、日本、台湾、インド）、オーストラリア、南米、ならびに米国のいくつかの主要都市に設置されている 。 このサービスは、2017年2月9日現在、5つの大陸の69のエッジ拠点から運営されている。

CloudFrontは使用した分だけ払う料金制(Pay-as-you-go)に基づいて運営している。
CloudFrontは、アカマイやクラウドフレアやライムライト・ネットワークスなどの大規模コンテンツ配信ネットワークと競合している。 ZDNetニュースのLarry Dignanは、立ち上げ時に、CloudFrontが競合するCDNの価格と利益率の低下を引き起こす可能性があると述べた
。

## 時系列
- 2008年11月18日– CloudFrontのベータ版発売
- 2009年1月28日 – Amazonが価格層を削減
- 2009年5月7日 – アクセスログ機能を追加
- 2009年11月11日 – プライベートコンテンツのサポートを追加
- 2009年12月15日 –Amazon CloudFront Streamingを発表
- 2010年3月28日 – Amazonはシンガポールにエッジ拠点を立ち上げ、ストリーミング用のプライベートコンテンツを追加した

## ユースケース
- Website acceleration
- ビデオストリーミング
- コンテンツダウンロード
- 静的または動的なコンテンツ
- Lambda@Edge - CloudFront上でAWS Lambdaを実行するサービス（エッジコンピューティング）
- CloudFront Functions - Lambda@edgeよりは低機能だが軽量なJavaScript実行環境[3]

## ログ
CloudFrontを使用すると、ユーザーはロギングを有効または無効にできる。 有効にした場合、ログはAmazon S3バケットに保存され、分析することができる。 これらのログには以下のような便利な情報が含まれている
- 日付 / 時間
- エッジ位置
- 使われたプロトコル

これらのログは、S3Stat、Cloudlytics、Qloudstat、AWS Statsなどのサードパーティのツールを使用して分析できる。